# Arboretum du Puy du Fou
El Arboreto del Puy du Fou (en francés: Arboretum du Puy du Fou, o también Parc nature au Puy du Fou), es un arboreto de 50 hectárea de extensión, en el interior del gran parque temático Grand Parc du Puy du Fou, que se encuentra en Les Epesses,  departamento de Vendée, Francia. 
El "Grand Parc du Puy du Fou" se compone del Gran Parque y de la Cinéscénie. Es el segundo parque más visitado en Francia después de Eurodisney con 1 912 000 visitantes entre enero y septiembre de 2014.   Está abierto al público a diario en los meses cálidos del año, se cobra una tarifa de entrada.

## Historia
El Puy du Fou está compuesto por una asociación que organiza el espectáculo de la Cinéscénie y una Sociedad por acción simplificada que gestiona el Gran Parque. 
Las dos estructuras contribuyen para el financiamiento de las 23 escuelas de la academia junior. 
Esta organización es una de las principales fuerzas del Puy du Fou gracias a la acción conjunta de los voluntarios y los profesionales. 
Desde 1977, el Puy du Fou ha invertido el equivalente de 250 millones de euros. El Gran Parque emplea directamente a 1000 personas entre las cuales 120 son salariados permanentes y 3300 voluntarios dan vida a la Cinéscénie.
El Puy du Fou no cuenta con ningún accionariado y no percibe ni un céntimo de dinero público. El proyecto es una iniciativa privada y está autofinanciado al 100 %.

## Colecciones
El jardín botánico alberga unos 500 taxones de plantas distribuidas en una serie de jardines temáticos, entre ellos: 
- El bosque centenario de 50 hectáreas donde se pueden observar numerosos animales y una diversidad vegetal única, cuenta con 130 especies de árboles, 250 tipos de plantas salvajes.
- Colección de variedades de legumbres en las huertas del pueblo del siglo XVIII y de la Ciudad Medieval.
- Plantas aromáticas, y medicinales.
- Colección de rosas, con 5000 pies de rosales de 85 especies distintas.

El mantenimiento del parque se hace a través del principio natural de abono de compost y sin insecticidas.
Los visitantes son informados sobre la flora del parque gracias a una señalización sobre las especies raras y las plantas salvajes, las plantas medicinales y las diferentes variedades de legumbres. 

Detalles
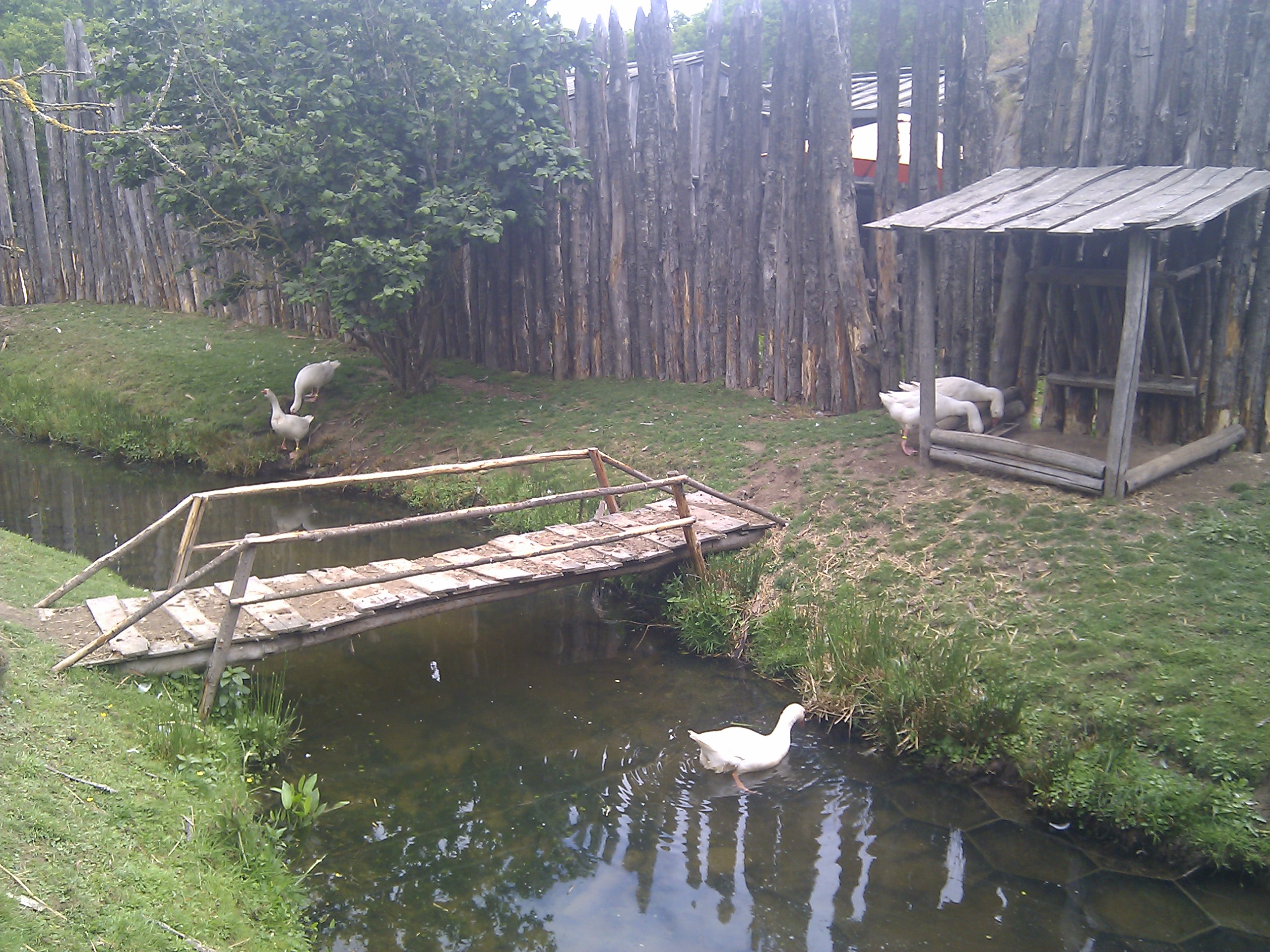
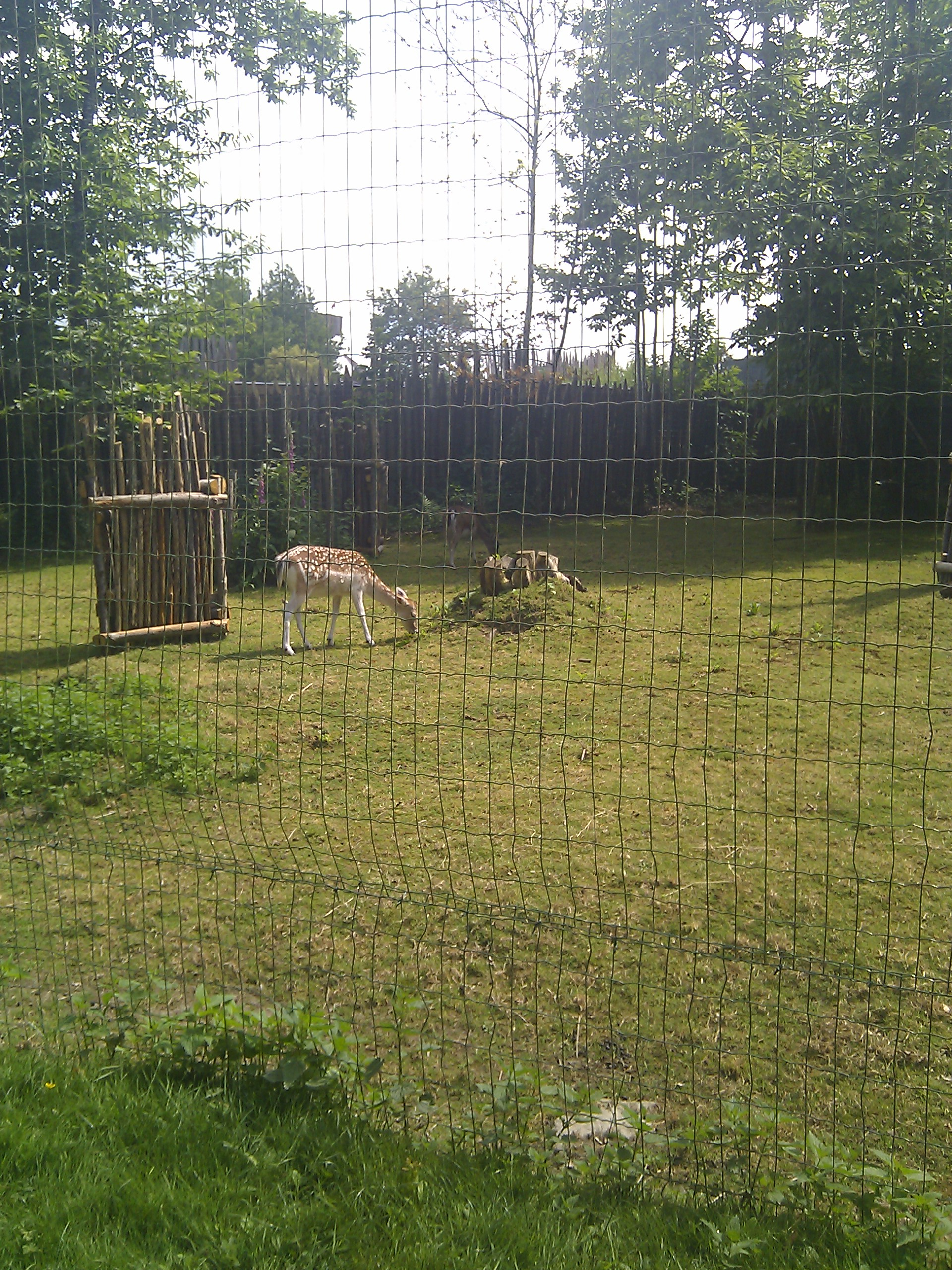
Ciervos.
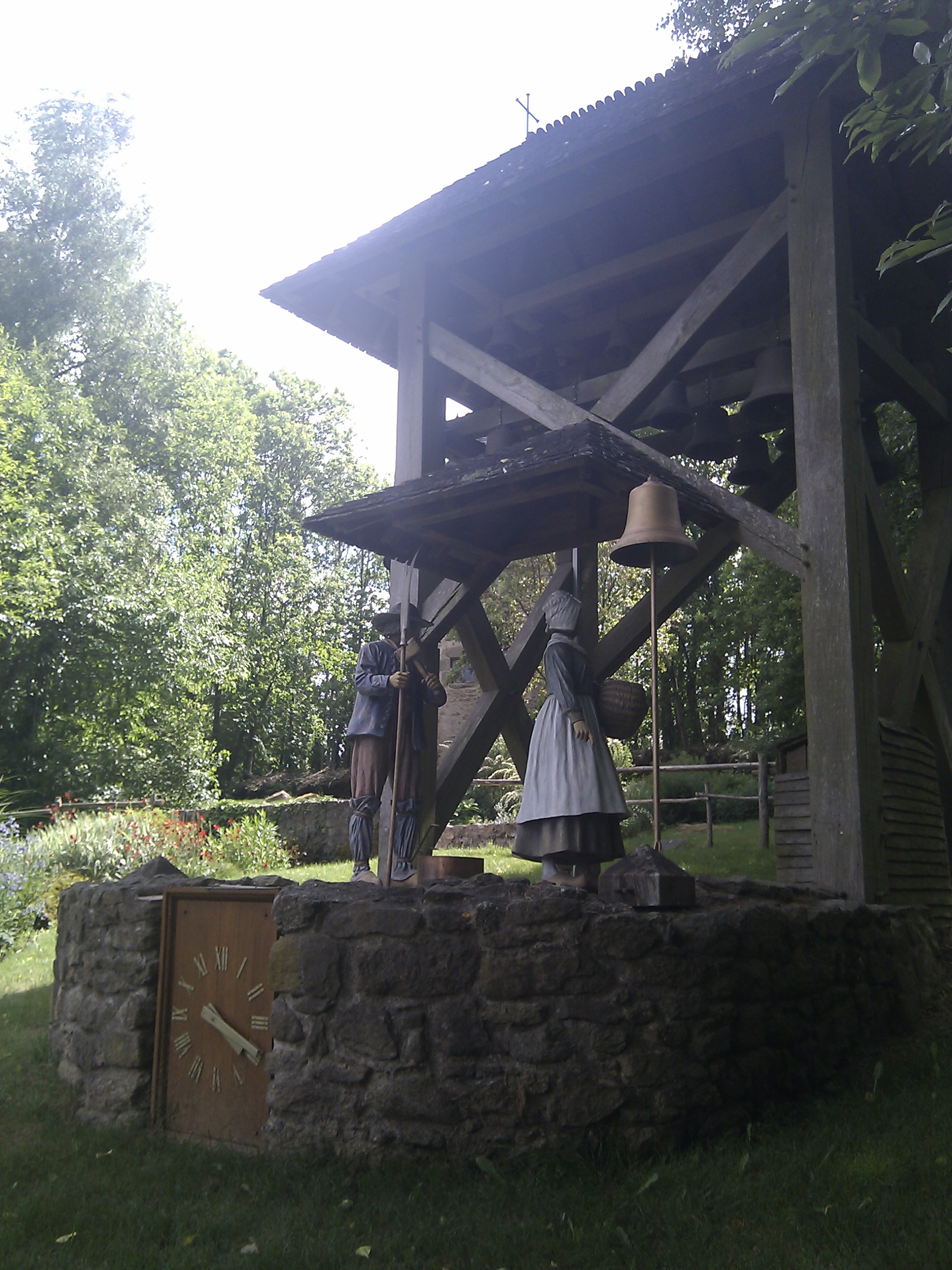
El carrillón.
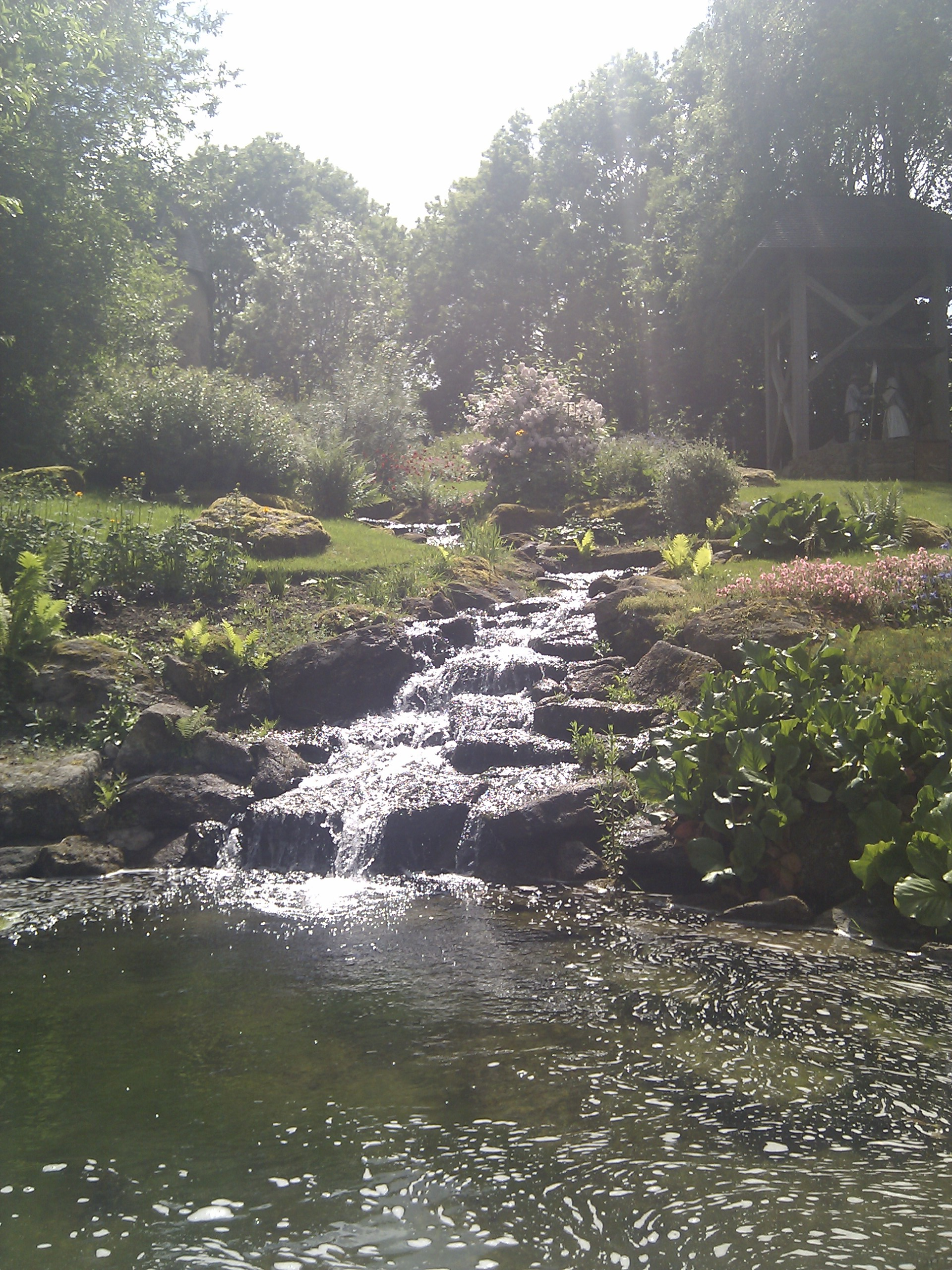
El arroyo.
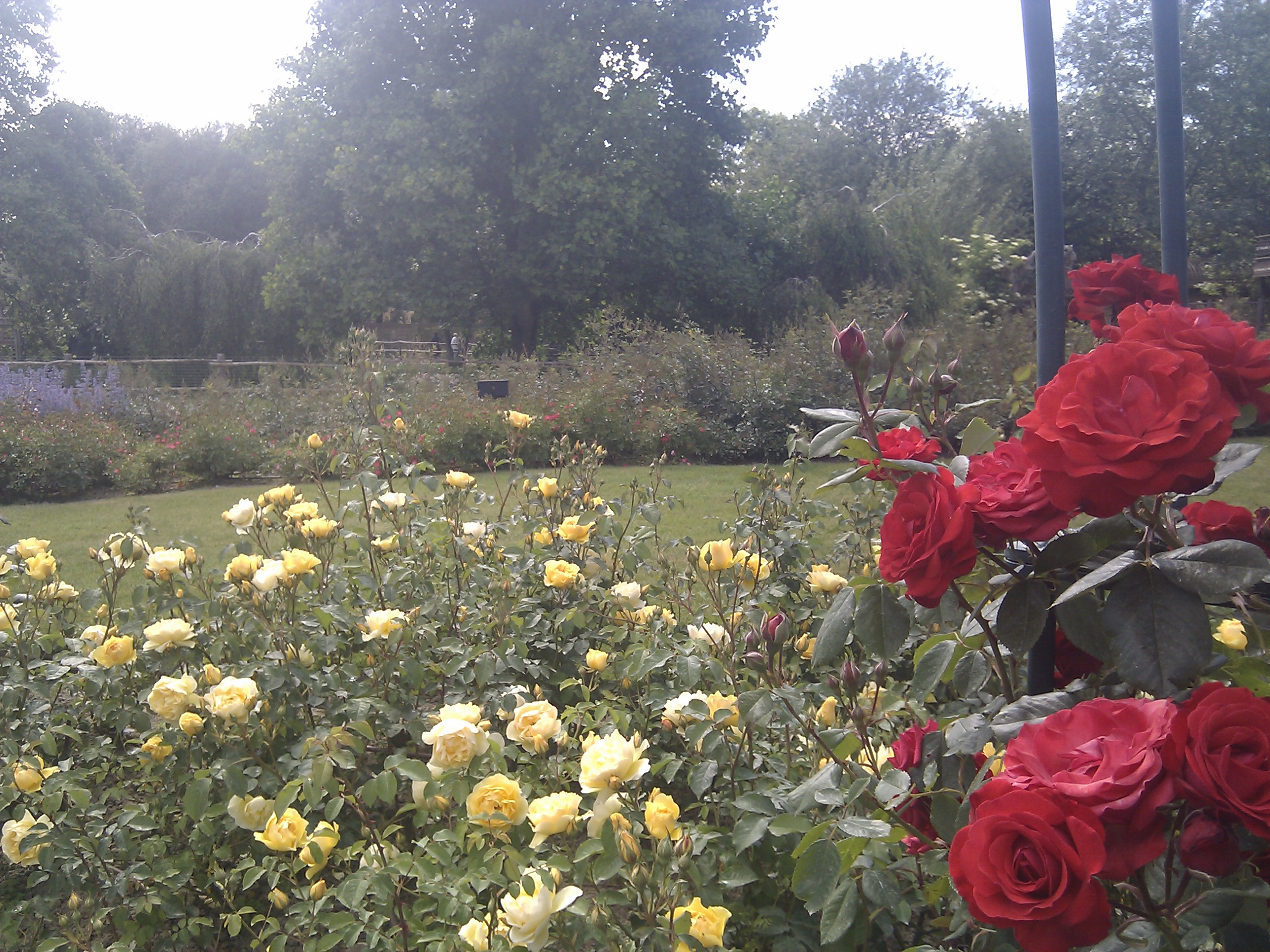
La rosaleda.